# Ministri degli esteri del Regno delle Due Sicilie
Successione cronologica dei ministri degli esteri del Regno delle Due Sicilie dalla sua costituzione nel dicembre 1816:

## Elenco
- Luigi de' Medici di Ottajano (governo de' Medici II, 1822-1830);
- Antonio Statella di Cassaro (governo Tommasi II, 1830-1831);
- Antonio Statella di Cassaro (governo Avarna, 1831-1836);
- Antonio Statella di Cassaro (governo Ruffo, 1836-1840);
- Fulco Ruffo di Calabria (governo Ceva Grimaldi, 1840-1848);
- Nicola Maresca Donnorso di Serracapriola (governo Maresca Donnorso, 1848);
- Luigi Dragonetti (governo Carlo Troya, 1848);
- Gennaro Spinelli di Cariati (governo Spinelli di Cariati, 1848-1849);
- Giustino Fortunato (governo Fortunato, 1849-1852);
- Luigi Carafa di Traetto (governo Ferdinando Troya, 1852-1859);
- Luigi Carafa di Traetto (governo Filangieri, 1859-1860);
- Giacomo de Martino (governo Spinelli di Scalea, 1860).